# John Macnaghten Whittaker
Pour les articles homonymes, voir Whittaker.
John Macnaghten Whittaker (1905-1984) est un mathématicien britannique et vice-chancelier de l'université de Sheffield de 1953 à 1965.

## Biographie
Whittaker est né à Cambridge. Il est le fils du mathématicien Edmund Taylor Whittaker. Il va au Fettes College à Édimbourg, puis à l'université d'Édimbourg, à l'âge de 15 ans, suivie par le Trinity College, à Cambridge, en 1923. En 1927, il commence sa carrière universitaire en tant que professeur adjoint à l'université d'Édimbourg, avec l'obtention d'un doctorat, suivie d'une spécialisation au Pembroke College de Cambridge, avant de devenir professeur de mathématiques pures à l'université de Liverpool en 1933. La même année, il épouse Iona Mhari Natalie Elliott, avec laquelle il a deux fils. Au cours de la Seconde Guerre mondiale, il sert avec la 8e armée auprès du maréchal Montgomery.
Après la guerre, il retourne à Liverpool et devient doyen de la Science, puis, en 1953, il part à Sheffield pour prendre le poste de vice-chancelier. Au cours de son mandat, l'université se développe, passant de 2 500 à 7 000 étudiants, ce qui nécessite la nomination de plusieurs nouveaux membres du personnel et la construction de nombreux édifices. Cependant, il a également à superviser la première fermeture d'un département de l'université, celui de l'industrie minière. Son mandat voit également la célébration du centenaire de l'université en 1955, avec une visite de la reine Élisabeth II. Il prend sa retraite de ce poste en 1965, et est honoré par la ville de Sheffield.
Pendant sa retraite, il donne cours à ses autres intérêts dans l'art et l'archéologie, la collection d'aquarelles et d'antiquités perses.

## Travaux et distinctions
J. M. Whitaker écrit de premiers articles (1926-1928) sur la théorie quantique, mais son principal travail concerne l'analyse complexe. J. M. Whitaker apporte également quelques développements significatifs au sujet de la théorie de la fonction essentielle de son père, Edmund Taylor Whittaker.
En 1929, il est lauréat du prix Smith. En 1948, il remporte le prix Adams, conjointement avec John Charles Burkill, Subrahmanyan Chandrasekhar, et Walter Hayman.
En 1928, il est élu membre de la Royal Society of Edinburgh. En 1949, il est élu Fellow de la Royal Society,, un honneur déjà obtenu par son père ; ils sont les seuls parent et enfant à avoir cet honneur simultanément.

## Publications
- (en) Interpolatory Function Theory, Cambridge University Press, 1935[3] ; 2e éd., New York, Stechert-Hafner, 1964
- (en) Series of Polynomials, Le Caire, Fouad I University, Faculty of Science, 1943
- Sur les séries de base de polynômes quelconques, Paris, Gauthier-Villars, 1949, 84 p.